# Clubiona elaphines
Clubiona elaphines är en spindelart som beskrevs av Arthur Urquhart 1893. Clubiona elaphines ingår i släktet Clubiona och familjen säckspindlar.
Artens utbredningsområde är Tasmanien. Inga underarter finns listade i Catalogue of Life.